# Уилсон, Лана
Лана Уилсон (англ. Lana Wilson, род. 9 августа 1983 года) — обладательница премии Эмми и дважды номинируемый на кинопремии Independent Spirit американский режиссёр. Её документальный фильм Мисс Американа открывал кинофестиваль Сандэнс. До этого фильма она не была особо известна.

## Жизнь и карьера
Лана Уилсон родилась в городе Керкленд, штат Вашингтон. В 2001 году девушка закончила среднюю школу Лейк-Вашингтон. Лана получила степень бакалавра в Уэслианском университете, где специализировалась на изучении кино и танцев. Прежде чем стать режиссером, Уилсон была куратором фильмов и танцев для организации «Performa».
В 2013 году она сняла свой первый фильм После Тиллера, премьера которого состоялась на кинофестивале Сандэнс. Фильм получил признание от критиков с рейтингом в 92% положительных отзывов на сайте Rotten Tomatoes. В 2015 году фильм победил в номинации «Лучший документальный фильм» на новостной и документальной премии Эмми.

## Фильмография

### Участие в фильмах
| Год  | Фильм          | Режиссёр | Продюсер | Сценарист | Другое | Заметки |
| ---- | -------------- | -------- | -------- | --------- | ------ | ------- |
| 2013 | После Тиллера  | Да       | Да       | Да        |        |         |
| 2017 | Уход           | Да       | Да       | Да        |        |         |
| 2020 | Мисс Американа | Да       | Да       | Да        |        |         |